# (12752) Kvarnis
(12752) Kvarnis est un astéroïde de la ceinture principale.

## Description
(12752) Kvarnis est un astéroïde de la ceinture principale. Il fut découvert le 19 mars 1993 à La Silla par le programme UESAC. Il présente une orbite caractérisée par un demi-grand axe de 2,43 UA, une excentricité de 0,13 et une inclinaison de 3,3° par rapport à l'écliptique.

## Compléments